# 铺口乡
铺口乡，是中华人民共和国湖南省怀化市靖州苗族侗族自治县下辖的一个乡镇级行政单位。

## 行政区划
铺口乡下辖以下地区：
光明村、官团村、新春村、集中村、同乐村、五星村、红旗村、林源村、金麦村、木山村、铺口村、坝阳村、湘龙村和青龙村。